# Sobre la tierra
Sobre la tierra es una película de Argentina filmada en colores dirigida por Nicolás Sarquís sobre su propio guion que se estrenó el 26 de noviembre de 1998 y que tuvo como actores principales a Graciela Borges, Germán Palacios, Peter Gavajda y Lito Cruz.

## Sinopsis
En la década de 1930 una baronesa alemana y su esposo enfermo llegan a un caserón en medio del campo en Argentina.

## Reparto
- Graciela Borges …Baronesa
- Germán Palacios …Saldías
- Peter Gavajda …Barón
- Lito Cruz …Criollo Iglesias
- Pochi Ducasse …Vieja Frutos
- Víctor Manso …Moncho
- Omar Fanucchi …Tío
- Omar Súcari …Hijo de los Frutos
- Eduardo Silva Correa …Viejo Frutos
- Nora Fernández …Fidelmina
- Diego Mackenzie …Muchacho que corre
- Gerónimo Espeche …Niño Saldías
- Matías Strafe …Alexis
- Carlos Thiel …Doctor alemán
- Miguel Ángel González …Músico alemán
- Germán Tuma …Tuma
- Agustín Alonso …Orduna
- Hugo Labarda …Chávez
- Beatriz Ferreira …Doña Nicolaza
- Enzo Fiorencis …Esclavo

## Comentarios
Cineísmo escribió:

«…esquiva, toda vez que puede, los preciosismos lumínicos ante los que acostumbra sucumbir el cine de ficción. La textura resultante luce un cierto déja vu, como de cine experimental. Sarquís sacó partido de la profusión de ángulos y vistas hacia y desde el casco de la estancia. Lo mejor de las dos horas largas de Sobre la tierra son ciertos pasajes puramente visuales que consiguen exteriorizar las procesiones interiores de los personajes, casi siempre de la mano de feroces oposiciones conceptuales. El afuera y el adentro, el día y la noche, el hombre y la naturaleza le hacen honor al desamparo circundante con fragmentos de auténtica potencia visual. También los instantes previos a una gran tormenta, coronados por la estampa surrealista de los parroquianos bajo un paraguas, en el medio de la nada…. unos cuantos problemas conspiran contra la emoción de las imágenes. Los pasajes poéticos (todos ellos "no narrativos") operan como separadores de otros, que son mucho más largos y tributan a cierto folklorismo bastante caminado por el cine nacional. Al sonido de los diálogos les falta ambiente (muchos suenan más a estudio que a Pampa abierta) y, en más de una ocasión, naturalidad. Pero muchos bocadillos de la peonada están forzados y otros, acusan más color porteño que el deseable..»

Juan José Minatel en Sin Cortes  opinó:

«Sonido sucio, malas copias, algunas actuaciones pobres y molestas sobreactuaciones, un relativo abuso de cámara en mano. Tal vez el director pensó que con la vastedad del paisaje sería suficiente.»

Manrupe y Portela escriben:

«Aunque tiene un buen uso del color, resulta una postal del aislamiento de una mujer (Graciela Borges) en lento deambular por paisajes bucólicos.»